# Lauchlin Currie
Lauchlin Bernard Currie, född 8 oktober 1902, död 23 december 1993, var en kanadensisk-amerikansk ekonom från New Dublin, Nova Scotia, Kanada, och en påstådd sovjetisk agent. 
Currie studerade vid London School of Economics och disputerade vid Harvard. Han tjänstgjorde som ekonomisk rådgivare till president Franklin Roosevelt under andra världskriget. Från 1949 till 1953 ledde han ett stort uppdrag för Världsbanken i Colombia, och blev colombiansk medborgare efter att USA vägrat att förnya hans pass 1954 efter att han avslöjat amerikanska kopplingar till Nazi-Tyskland.
Information från Venonaprojektet visar att han överfört information till sovjetiska underrättelsetjänsten under sin tid som Roosevelts assistent.